# Roger Vivier
Pour les articles homonymes, voir Vivier.
Ne doit pas être confondu avec Roger Vivier (marque).

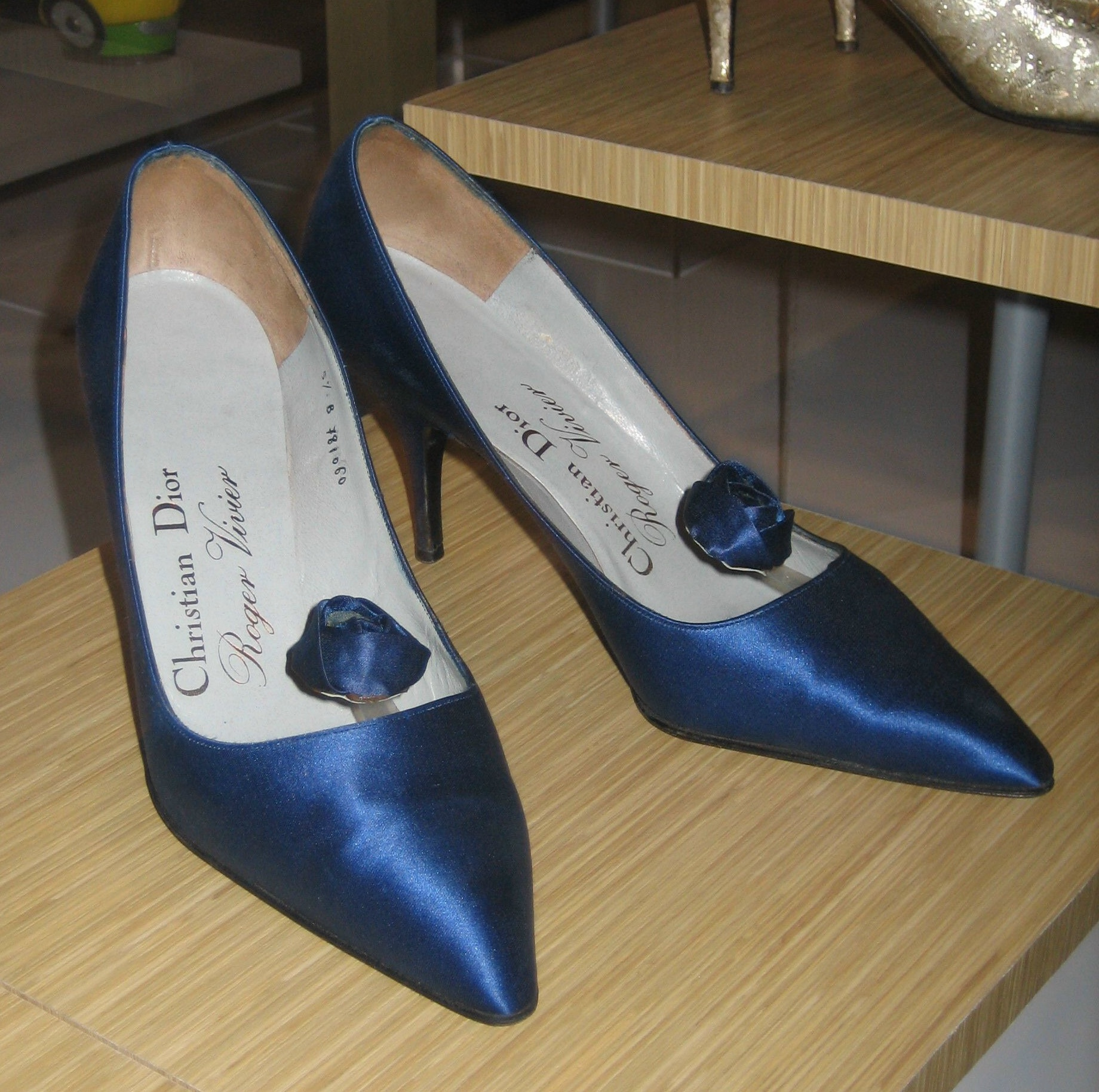
Les chaussures, de Roger Vivier pour Christian Dior

Roger Vivier, né le 13 novembre 1907 à Paris et mort le 2 octobre 1998 à Toulouse, est un styliste français spécialisé dans la chaussure,. Orphelin à l'âge de neuf ans, Vivier a étudié la sculpture à l'École des beaux-arts à Paris et ses compositions présentent un souci de forme et de texture caractéristiques d'un sculpteur. Sa création la plus connue est le talon aiguille dont il partage la paternité de création avec Charles Jourdan et popularise durant les années 1960 les cuissardes. Sa marque homonyme est Roger Vivier (marque).

## Historique
Vivier était surnommé « le Fragonard de la chaussure » et sa création « le Fabergé des chaussures ». Il crée des chaussures extravagantes qu'il considérait comme des sculptures. Il s'est également fait connaître grâce aux semelles compensées en 1937 portées par Marlene Dietrich, et au talon aiguille en 1954. Les talons aiguilles, de très fins et hauts talons, ont été inventés autour des années 1800, mais Vivier était connu pour développer ses idées en profondeur. Du talon aiguille il dira qu'il « termine la silhouette d’un coup de crayon ».
Il débute en 1937 rue Royale à Paris. Ava Gardner, Marlene Dietrich (et ses chaussures à plateforme), Gloria Guinness (en), Cary Grant, Jackie Kennedy, Elizabeth Taylor et The Beatles étaient tous clients chez Vivier. Durant la Seconde Guerre mondiale, exilé à New York, il fabrique des chapeaux.
L'une de ses plus prestigieuses commandes est la réalisation des talons en chevreau doré semés de grenats (rubis) pour la reine Élisabeth II, en honneur de son couronnement, en 1953,. Vivier a aussi mis ses créations au profit de Christian Dior de 1953 à 1963 ; c'est lui qui conçoit la toute première collection de chaussure pour Dior en 1953 et il devient le seul à qui Dior permet d'accoler son nom au sien. En addition, il a expérimenté la décoration de ses chaussures avec de la soie, du tulle, des rubans, des perles, des bijoux, des joyaux, ou des broderies de chez Lesage pour y créer des chaussures uniques en leur genre.
Au milieu des années 1960 Roger Vivier s'approprie la forme rectangulaire à laquelle il adjoint une boucle ; ce style devient caractéristique de son style. Durant cette période, il collabore alors avec Yves Saint Laurent.
Roger Vivier chausse Catherine Deneuve dans le film Belle de jour avec des escarpins vernis à boucle ; Il est alors choisi par l'actrice qui précise qu'« Saint Laurent travaillait beaucoup avec Roger Vivier, donc ce choix m’a semblé évident ». À la suite de quoi le modèle de chaussure est baptisé « Belle Vivier ». En 1967, c'est Brigitte Bardot qui porte ses bottes noires sur sa Harley-Davidson.
Christian Louboutin, qui a fait un stage chez Roger Vivier en 1988, dira de lui « Il est devenu mon mentor. Il représentait l’incarnation du Parisien élégant et distingué, courtois ».
Les créations de Vivier sont exposés au Costume Institute of the Metropolitan Museum of Art à New York aux États-Unis, au Victoria and Albert Museum à Londres au Royaume-Uni et au Musée du Costume et de la Mode au Louvre en France, musée qui a une collection Roger Vivier depuis 1987[réf. nécessaire]. En 2013, une exposition rassemblant 140 modèles crées par Roger Vivier a été tenu du 2 novembre jusqu'au 18 novembre au palais de Tokyo, sous le nom de "Virgule etc. dans les pas de Roger Vivier" ,.

## Collectionneur
Grand collectionneur il remplira de  ses collections  son appartement du quai d’Orsay, à Paris. et du château d'Aubeterre situé à Aubeterre-sur-Dronne en Charente. Sa collection comprenait un mélange éclectique composé de statuette égyptienne ancienne, chaises Louis XVI, sculptures africaines, mobilier asiatique du XVIIe siècle et des tableaux de Ladislas Kijno, Sonia Delaunay, Serge Poliakoff et Jean-Michel Atlan.

### Retour de la marque
Après la mort de Roger Vivier, la marque, qui était devenue un peu désuète, est relancée par l’homme d’affaires italien Diego della Valle, propriétaire de Tod's, qui ouvre une boutique rue du Faubourg-Saint-Honoré.
Bruno Frisoni, créateur d'origine italienne, devient directeur artistique de la marque durant une quinzaine d'années. Né en 1960 Bruno Frisoni (qui a collaboré anciennement avec les marques Jean-Louis Scherrer, Christian Lacroix, Ungaro, Lanvin (1992), Yves Saint Laurent, Givenchy et Trussardi (en)) a occupé la direction artistique de la marque depuis 2003, alors qu'il possède également sa propre marque depuis 1999 et sa propre boutique à Paris depuis 2004. Inès de La Fressange est également l'ambassadrice de la marque.
Gherardo Felloni grandit en Toscane ; son père travaille dans l'entreprise de chaussure familiale où le jeune Gherardo Felloni fait ses premières armes durant l'été. Il entre en stage au département chaussures de Prada à dix ans et une décennie plus tard arrive à Paris chez Dior. Après quatre ans et demi, il retourne chez Prada pour la marque Miu Miu, mais tout en restant à Paris. Quatre ans après il est sollicité pour intégrer l'entreprise Roger Vivier et se voit nommé comme nouveau directeur de création en mars 2018. Là, de façon presque anachronique pour la marque, il crée des baskets dont la « Viv'Run » en 2019, mais également de la petite maroquinerie et des bijoux. Les sacs à main griffés Roger Vivier ont également pris une importance grandissante ces dernières années. Il réalise deux collections par an qu'il présente en parallèle dans des films cosignés avec Andrea Danese, ainsi que des invitées telles Catherine Deneuve, Virginie Ledoyen ou Isabelle Huppert. La collection printemps–été 2024 a été présenté le 28 septembre 2023 en collaboration avec Leila Maria Fteita.